# Тарновецкий, Ярослав Васильевич
Ярослав Васильевич Тарнове́цкий (род. 9 сентября 1990 года в Черновцах, Украинская ССР, СССР) — украинский профессиональный игрок в русский бильярд, заслуженный мастер спорта Украины. Двукратный чемпион мира (2012, 2013) и победитель ряда других крупных турниров.
Уже в юном возрасте, в начале своей профессиональной бильярдной карьеры (вторая половина 2000-х гг.) Ярослав стал одним из наиболее перспективных и зрелищных игроков в русский бильярд и ориентировочно до 2012 года имел остроатакующий и быстрый стиль игры, за что пользовался большой популярностью среди любителей бильярда и получил прозвище «Торнадо». Затем, однако, за довольно короткий период времени он сменил свой стиль к выраженно позиционному, достаточно «медленному» бильярду, с которым, среди прочего, выиграл два чемпионата мира и продолжает выступать на соревнованиях до настоящего времени. Тем не менее, устоявшееся прозвище «Торнадо» с ним осталось.
В апреле 2015 в ходе участия на этапе кубка мира «Prince Open» Ярослав по решению дисциплинарной комиссии международной конфедерации пирамиды был дисквалифицирован до конца 2015 года и оштрафован за «неуважительные действия в грубой форме по отношению к судьям, выраженные нецензурными словами». Как со стороны представителей МКП, так и со стороны Тарновецкого однозначно поясняющих произошедшее подробностей в СМИ не последовало.
После отбытия дисквалификации Тарновецкий продолжил профессиональную карьеру, однако с меньшими успехами и более свободным графиком участия в турнирах.

## Наиболее значимые достижения в карьере
- Чемпион мира (динамичная пирамида) — 2012
- Чемпион мира (комбинированная пирамида) — 2013
- Финалист чемпионата Европы (свободная пирамида) — 2009
- Победитель Кубка Европы (комбинированная пирамида) — 2007
- Чемпион Кубка Кремля (комбинированная пирамида) — 2009, 2011
- Победитель турнира «Великолепная Восьмерка» (динамичная пирамида) — 2008, 2010, 2011
- Многократный чемпион Украины
- Финалист Кубка независимости Украины (свободная пирамида) — 2007, 2011
- Финалист Кубка мэра Москвы (свободная пирамида) — 2012
- Финалист Кубка чемпионов (Астана, свободная пирамида) — 2011
- Финалист открытого чемпионата Азии (свободная пирамида) — 2012
- Чемпион Кубка Балкан — 2008
- Победитель турнира звёзд (Полтава, динамичная пирамида) — 2009
- Финалист «Кубка Империи» (комбинированная пирамида) — 2013
- Финалист турнира «Киров-миллион» (московская пирамида) — 2014
- Чемпион «Кубка банка «Таата» (свободная пирамида с продолжением[8]) — 2010